# Jamides alcas
Jamides alcas är en fjärilsart som beskrevs av Felder 1865. Jamides alcas ingår i släktet Jamides och familjen juvelvingar. Inga underarter finns listade i Catalogue of Life.